# غرسة مطلقة لليفونورجيستريل
زرعة الليفونورجيستريل المطلقة، والتي تباع تحت الاسم التجاري (جادييل) من بين أسماءآخرى، هو جهاز مكون من قضيبين من الليفونورجستريل المستخدم في تحديد النسل. وهو واحد من أكثر أشكال تحديد النسل فعالية مع معدل فشل لمدة سنة واحدة يبلغ حوالي 0.05٪. يتم وضع الجهاز تحت الجلد ويدوم لمدة تصل إلى خمس سنوات. ويمكن استخدامه من قبل النساء اللواتي لديهن تاريخ من مرض التهاب الحوض، وبالتالي لا يمكن استخدام جهاز داخل الرحم. وبعد إزالته تعود الخصوبة بسرعة.
هو جيد التحمل عموما مع بعض الآثار الجانبية الهامة. وقد تشمل الآثار الجانبية عدم انتظام الدورة الشهرية، والصداع، وآلام الثدي. لا ينصح باستخدام الأشخاص المصابين بأمراض الكبد الخطرة. زرع الليفونورجيستريل هو نوع من التحكم بالولادة ذات الاثر طويل المفعول. وهو يعمل بشكل أساسي عن طريق وقف الإباضة وتكثيف المخاط حول عنق الرحم.
تمت الموافقة على زرع لليفونورغيستريل للاستخدام الطبي في عام 1983 في فنلندا والولايات المتحدة في عام 1990. وهو على قائمة الأدوية الأساسية لمنظمة الصحة العالمية، الأدوية الأكثر فعالية وآمنا والمطلوبة في النظام الصحي. وتبلغ تكلفة الجملة في العالم النامي حوالي 8.93 إلى 13.29 دولارًا أمريكيًا للمجموعة الواحدة. تمت الموافقة على زراعة الليفونورجستريل في أكثر من 60 دولة واستخدمتها أكثر من 7 ملايين امرأة. اعتبارًا من عام 2015، تمت الموافقة عليها ولكنها غير متوفرة في الولايات المتحدة.

## الاستخدام الطبي
إن عملية زرع الليفونورجيستريل هي فعالة بنسبة تصل إلى (99٪ - 99.95٪) في الوقاية من الحمل، وهي واحدة من أكثر أشكال تحديد النسل التي يمكن الاعتماد عليها، ولكنها ليست أكثرها توافراً. يمنع زرع الغشاء الليفونورغيستريل الحمل عن طريق طرق متعددة: عن طريق منع الإباضة، مما يعني أنه لا يتم إطلاق أي بيض للتخصيب؛ بتكثيف مخاط عنق الرحم، مما يمنع الحيوانات المنوية من الدخول؛ وبتخفيف بطانة الرحم، مما يجعل زرع الجنين أقل احتمالا.
الطريقة التي تسبب فيها عملية زرع الليفونورغيستريل المسببة لهذه التأثيرات هي استخدام الهرمونات. يتم إطلاق كمية صغيرة من هرمون البروجستين من خلال الكبسولات بشكل مستمر، أكثر خلال السنة الأولى والنصف، ولكن عند مستوى مماثل لمعظم أقراص منع الحمل بعد ذلك. مثل كل وسائل منع الحمل الهرمونية، لا يحمي الغرسة المفرغة لليفونورجستريل من الأمراض المنقولة جنسيا.
موانع الحمل القابلة للزرع فعالة بشكل خاص في العالم النامي، لأنها لا تتطلب إدارة يومية أو الوصول إلى المستشفى لتكون فعالة. بالإضافة إلى ذلك، لا توجد إمدادات مستمرة لمنع الحمل (حبوب منع الحمل، واقيات ذكرية، وما إلى ذلك) ضرورية، وهي وسيلة منع فعالة للغاية ومنخفضة التكلفة على المدى الطويل.